# ادوارد ویلیامز (ورزشکار)
ادوارد ویلیامز (انگلیسی: Edward Williams; ۲۰ ژوئیهٔ ۱۸۸۸ – ۱۲ اوت ۱۹۱۵) قایقران روئینگ اهل پادشاهی متحد بریتانیای کبیر و ایرلند بود.